# Black Hoof
Catecahassa O Black Hoof (c. 1740–1831) era el jefe civil de la tribu de indios shawnee en el Territorio del Ohio de lo que más tarde serían los Estados Unidos. Era miembro de la división Mekoche  de los shawnees, Black Hoof fue conocido como guerrero feroz durante las primeras guerras entre los shawnees y los colonizadores angloamericanos. Se cree que Black Hoof estuvo presente en la batalla del Monongahela en 1755, cuando el General  Edward Braddock fue derrotado durante la Guerra franco-india; a pesar de no haber evidencias contemporáneas, que atestigüen la participación de los shawnees en aquella batalla.

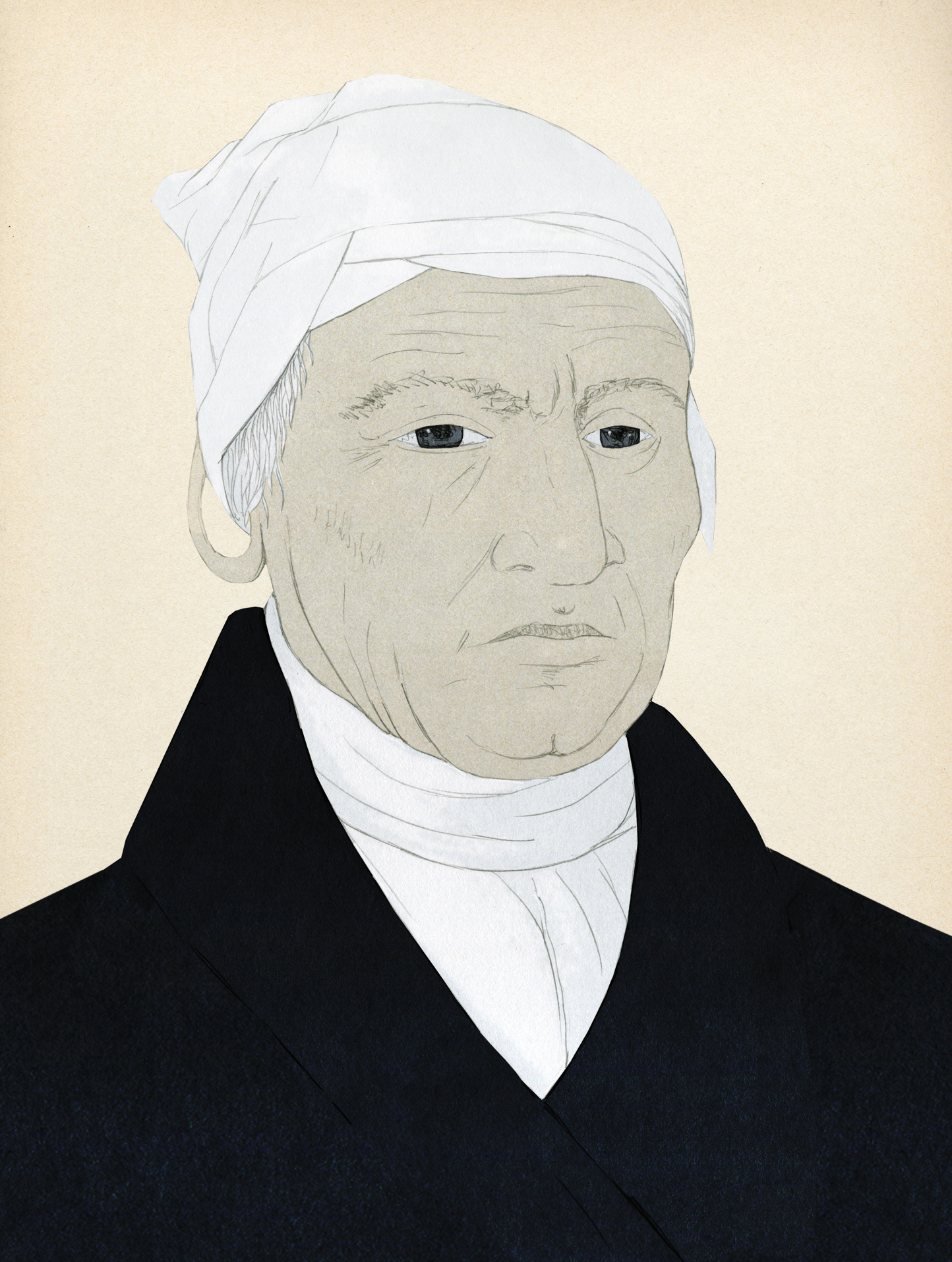
Black Hoof imagen cedida por el Museo Valenciano de Etnología

Hay poco documentación sobre la vida de  Black Hoof antes de 1795. En su infancia, pudo haber sido  miembro  de una banda itinerante de unos 400 shawnees dirigidos por Peter Chartier entre 1745 y 1748, quien fundó una comunidad en Kentucky llamada Eskippakithiki y más tarde se trasladó a Sylacauga (Alabama), y finalmente se instaló en Old Shawneetown (Illinois). Probablemente participó en la batalla de Point Pleasant durante la guerra de Lord Dunmore contra la milicia de Virginia en 1774. Durante la Guerra Independencia de los Estados Unidos,  puede que participara en el asedio de Boonesborough en 1778, el cual estuvo dirigido por el Jefe Blackfish, así como la subsiguiente defensa de la aldea shawnee de Chillicothe en 1779. En la guerra india del noroeste, Black Hoof fue derrotado por Anthony  Wayne, llamado "el Loco" y, tras el derrumbamiento de la confederación india, se rindió en 1795.
Como Michikinikwa, conocido como Pequeña Tortuga, jefe de los miamis, Black Hoof consideró que los indios americanos necesitaban adaptarse culturalmente a las maneras de los blancos para impedir ser diezmados por las guerras. En sus últimos años, Black Hoof acabó siendo aliado de los Estados Unidos y fue responsable de evitar que la mayoría de la nación shawnee se uniera a la "Rebelión de Tecumseh", dentro de la Guerra de 1812.
Black Hoof se resistió a la política de deportación india que los Estados Unidos puso en marcha poco después de la Guerra de 1812. Nunca firmó un tratado de deportación, y continuó dirigiendo a su tribu hasta su muerte en Saint Johns (Ohio) en 1831. Después de su muerte, los shawnee fueron finalmente obligados a emigrar al oeste.